# TMK 201
ТМК 201 је четвероосовински тип трамваја који је произвођен за потребе трамвајске мреже Београда, а затим и Загреба. Београдски примерци су типизацијом возног парка возилима Tatra KT4 расходовани, док у Загребу 18 примерака и даље активно учествује у превозу путника, а дио их је искориштен за производњу TMK 2100. Трамвај се производио у фабрици "Ђуро Ђаковић", у Славонском Броду. Ови трамваји су познати под надимком Бик или Ђура.
Дужина трамваја износи 14 m, ширине је 2,203 m, а висок 3,161 m. Има четири мотора, сваки снаге 60 kW. Максимална брзина је 56 km/h.

## Везе
- ТМК 200
- ТМК 101
- Загребачки трамвај